# Berberis beauverdiana
Berberis beauverdiana là một loài thực vật thuộc họ Berberidaceae. Đây là loài đặc hữu của Peru.